# Evangelische Kirche Ebenholz

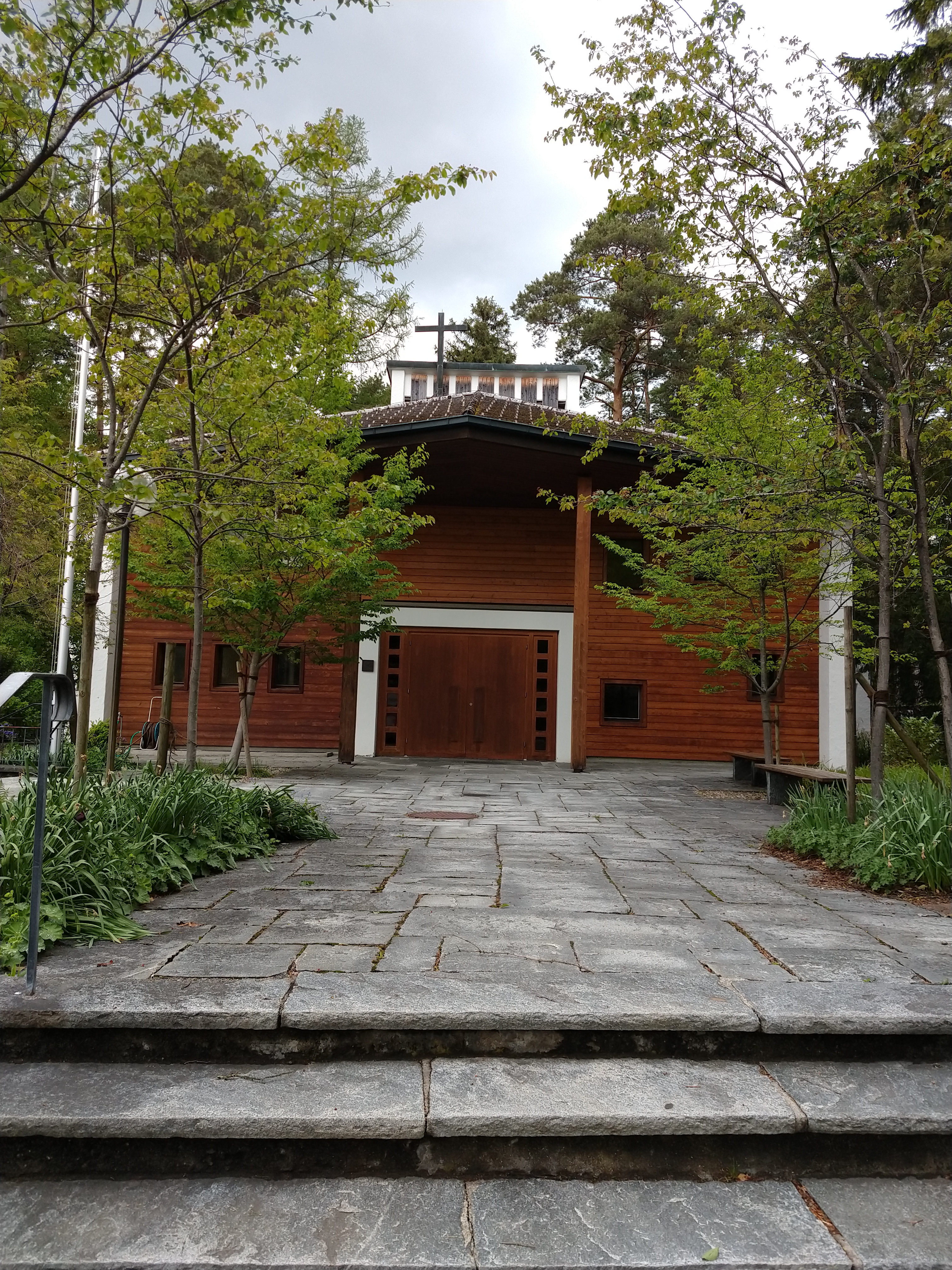
Evangelische Kirche in Ebenholz

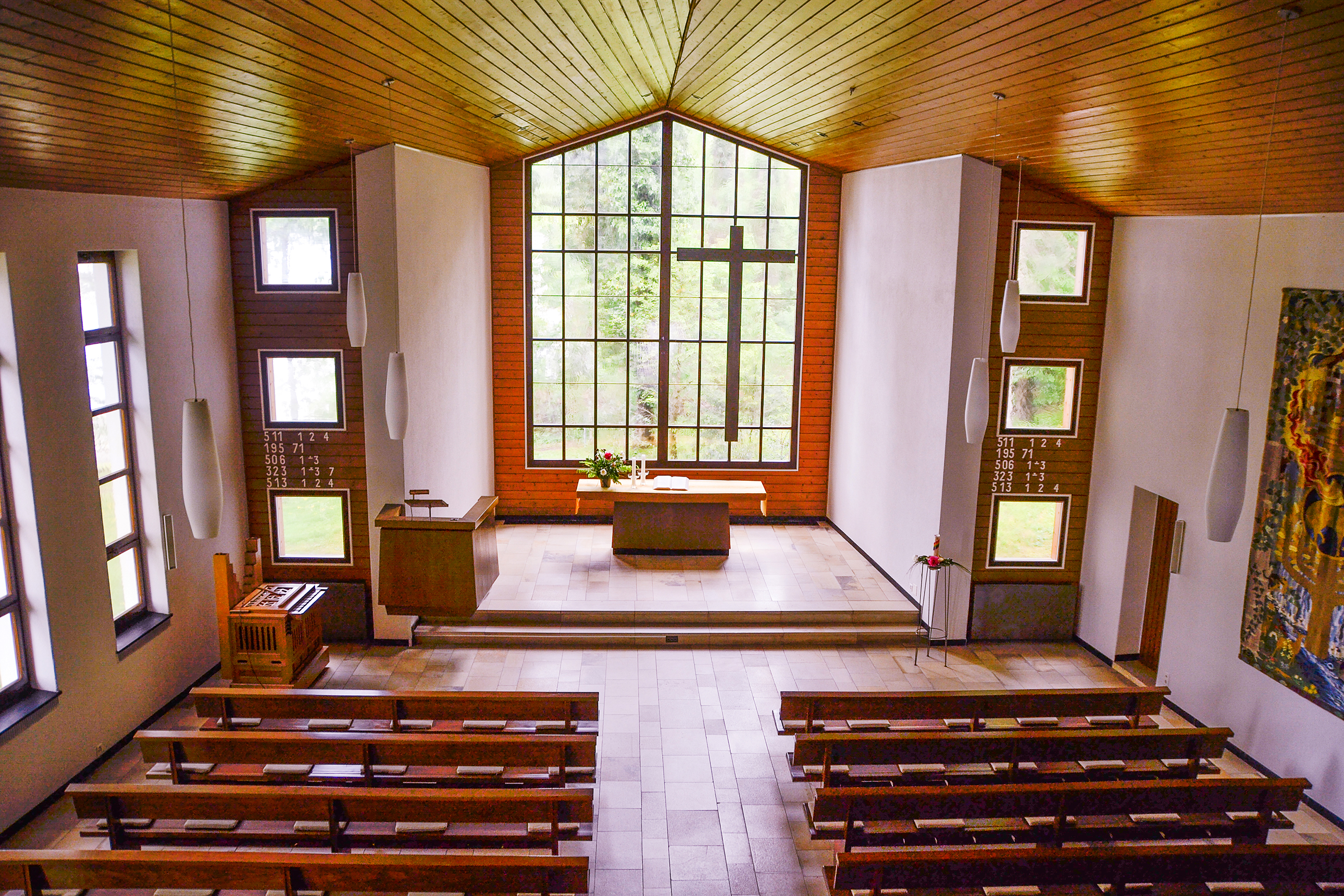
Der Innenraum der Evangelische Kirche in Ebenholz

Die Evangelische Kirche Ebenholz ist eine evangelische Kirche im Ortsteil Ebenholz in Vaduz im Fürstentum Liechtenstein.

## Geschichte
Die Kirche wurde in den Jahren 1962 bis 1963 nach Plänen des Architekten Franz Hasler aus Vaduz, im Auftrag des Vereins «Evangelische Kirche im Fürstentum Liechtenstein» errichtet. Seit 2001 steht die Kirche unter Denkmalschutz.

## Architektur
Die Kirche ist ein Kirchenbau in moderner und einfacher Formensprache. Beim Bau fanden Beton, verschaltes Riegelwerk und Glas Verwendung. Der Bodenbelag besteht aus Solnhofener Schiefer. Der Turm bildet einen Chorraum im Norden, das Langhaus ist eine konisch nach Osten verlaufende Halle. Auch die Sakristei liegt im Osten. Die drei Glocken, die 1880 sowie 1939 gegossen wurden, stammen aus der Klosterkirche zu Schellenberg.